# Roldós Publicidad
Roldós Publicidad es una empresa española de publicidad, con sede en Barcelona.

## Historia
Fue fundada en 1872 por Rafael Roldós, constituyendo la primera agencia de publicidad en la historia moderna de España. En 1929 inició un proceso de fusiones con otras empresas de publicidad , adoptando el nombre de «Roldós-Tiroleses». La fusión, sin embargo, sólo duraría dos años —entre 1929 y 1931—. Continúa existiendo en la actualidad.